# موشه لئون

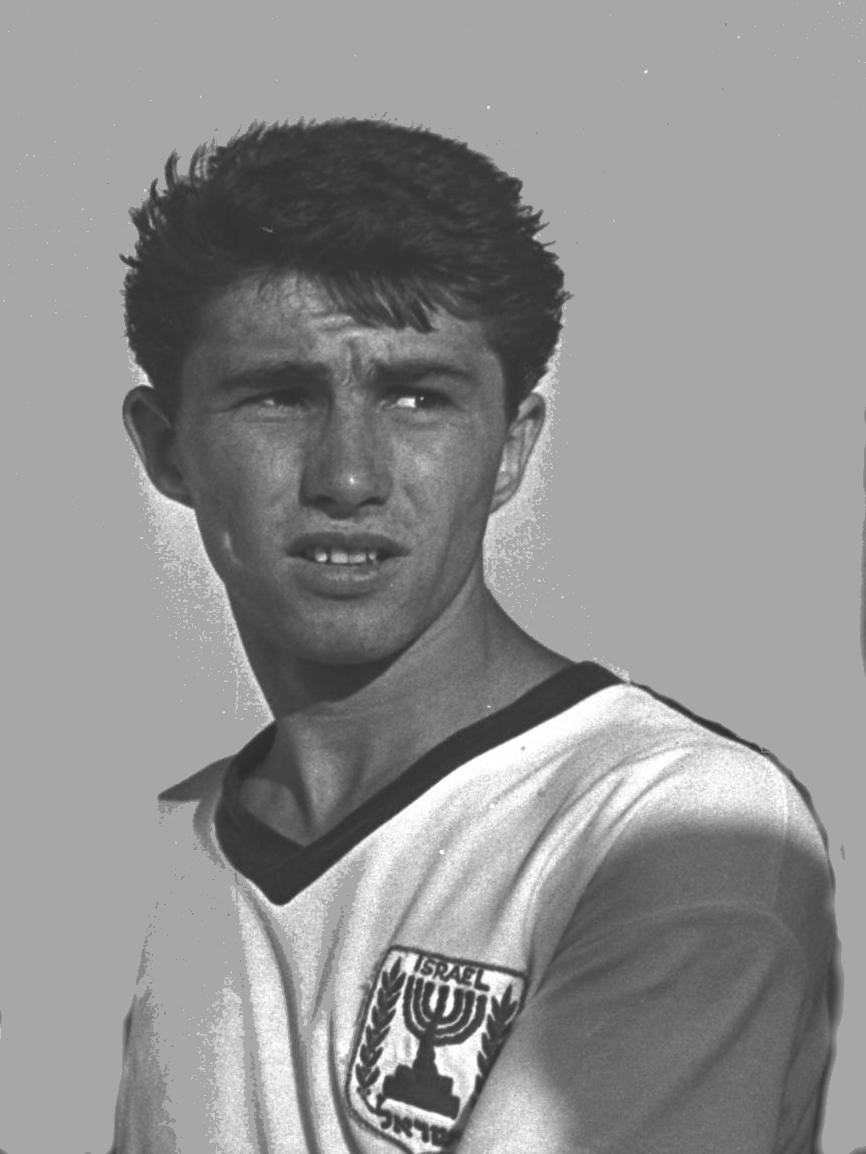
موشه لئون در سال ۱۹۶۴

موشه لئون (به انگلیسی: Moshe Leon) مدافع اهل اسرائیل است که از سال ۱۹۶۲ تا ۱۹۷۷ میلادی عضو تیم ملی فوتبال اسرائیل بوده و در ۲۶ بازی ملی حضور داشته است. موشه لئون توانسته در بازی‌های ملی، ۱ گل به ثمر برساند.